# Brachysteleum daviesii
Brachysteleum daviesii là một loài rêu trong họ Ptychomitriaceae. Loài này được (Dicks. ex With.) Lindb. mô tả khoa học đầu tiên năm 1897.